# Анцыферов, Данила Яковлевич
Дани́ла (Данило) Я́ковлевич Анцы́феров (Анцыфоров, Анциферов; XVII век, Томск — 1712, Камчатка) — русский землепроходец, открыватель Курильских островов (1711).
Сибирский служилый человек, домохозяин в Томске по дозорной книге 1703 года. Перебрался на Камчатку вскоре после её завоевания Владимиром Атласовым.
Был одним из предводителей казацкого отряда, взбунтовавшегося при покорении Камчатки (1711). При бунте были убиты начальник края Осип Миронов и государственный приказчик Владимир Атласов. Анциферов принял начальство над командой, приказал заковать в кандалы и утопить присланного вновь государственного приказчика Петра Чирикова. Впоследствии принёс повинную, разбил камчадалов (ительменов), обложил их ясаком.
1 августа 1711 года Анциферов и Иван Козыревский с отрядом из 50 казаков вышли из Большерецка и направились к Курильским островам. Были исследованы острова Шумшу и Парамушир. 18 сентября отряд возвратился в Большерецк. Подписанные Анциферовым и его товарищами челобитные стали первыми описаниями этих островов.
В 1712 году был убит камчадалами и сожжён ими.

## Память
В честь Анциферова названы остров, вулкан, гора и мыс на острове Парамушир.